# Moudjebara
Moudjebara (în arabă مجبرة) este o comună din provincia Djelfa, Algeria.
Populația comunei este de 14.052 de locuitori (2008).